# Andrés Chitiva
Andrés Chitiva Espinosa (ur. 13 sierpnia 1979 w Bogocie) – kolumbijski piłkarz z obywatelstwem meksykańskim występujący najczęściej na pozycji lewego pomocnika.

## Kariera klubowa
Chitiva pochodzi ze stołecznego miasta Bogotá i jest wychowankiem tamtejszego klubu Millonarios FC. Do drużyny seniorów został włączony w 1999 roku, wtedy także zadebiutował w pierwszej lidze kolumbijskiej – Copa Mustang. Rok później doszedł z Millonarios do finału Copa Merconorte. Barwy klubu reprezentował przez dwa lata, zdobywając siedem bramek w 52 ligowych spotkaniach.
Wiosną 2001 Chitiva, za rekomendacją swojego rodaka Miguela Calero, przeszedł do meksykańskiej ekipy CF Pachuca. W meksykańskiej Primera División zadebiutował 6 stycznia 2001 w wygranym 5:3 spotkaniu z Tolucą i w tym samym meczu strzelił pierwszą bramkę dla Pachuki. Pierwszy sukces z Pachucą – wicemistrzostwo Meksyku – odniósł w tych samych rozgrywkach; fazie Verano sezonu 2000/2001. Już w kolejnym sezonie, 2001/2002, zdobył z Pachucą pierwszy tytuł mistrzowski, w fazie Invierno. Rok później zwyciężył w Pucharze Mistrzów CONCACAF.
W maju 2003 Chitiva na zasadzie kilkutygodniowego wypożyczenia zasilił stołeczny meksykański zespół Cruz Azul w celu wzmocnienia go w turnieju Copa Libertadores – zgodnie z ligowymi przepisami mógł być zgłoszony jedynie do tego turnieju. Ostatecznie Cruz Azul z filigranowym Kolumbijczykiem w składzie doszedł do ćwierćfinału imprezy, gdzie przegrał w dwumeczu z brazylijskim Santos FC.
Po powrocie do Pachuki drugi tytuł mistrza kraju osiągnął podczas sezonu Apertura 2003, trzeci – Clausura 2006, natomiast czwarty w Clausura 2007. Dwukrotnie zajmował drugie miejsce w superpucharze Meksyku – Campeón de Campeones (2004 i 2006), odnosił sukcesy w turnieju Pucharu Mistrzów CONCACAF, wygrywając go jeszcze w roku 2007, co dało mu możliwość uczestniczenia w Klubowych Mistrzostwach Świata. Tam jednak nie potrafił zająć z Pachucą wysokiego miejsca, zajmując szóstą lokatę. Ze swoim zespołem triumfował także w drugich co do ważności rozgrywkach w Ameryce Południowej – Copa Sudamericana w roku 2006, natomiast w superpucharze kontynentalnym – Recopa Sudamericana – został wicemistrzem. Pod koniec swojej kariery w Pachuce triumfował w turnieju SuperLigi 2007.
Latem 2008 Chitiva został wypożyczony na półroczny okres do Indios de Ciudad Juárez – beniaminka najwyższej klasy rozgrywkowej w Meksyku, gdzie rozegrał dwanaście spotkań bez zdobyczy bramkowej. W styczniu 2009 za sumę 700 tysięcy euro został zakupiony przez stołeczną ekipę Club América, gdzie w roli rezerwowego spędził resztę roku. Później przez sześć miesięcy reprezentował barwy Club Atlas z siedzibą w mieście Guadalajara, po czym odszedł do drugoligowego Tiburones Rojos de Veracruz. W żadnym z tych czterech klubów nie osiągnął jednak większych sukcesów zarówno na arenie krajowej, jak i międzynarodowej.
Przez całą wiosnę 2011 Chitiva pozostawał bez klubu, natomiast w letnim okienku transferowym rękę wyciągnął do niego zespół, w którym odnosił największe sukcesy w karierze – CF Pachuca, proponując mu półroczny kontrakt. Występujący z niecodziennym numerem 110 Kolumbijczyk podczas drugiego pobytu w Pachuce rozegrał tylko jedno, symboliczne spotkanie – 20 listopada 2011 w przegranej 0:1 konfrontacji z Tigres UANL wszedł na plac gry na ostatnie osiem minut. Po tym meczu, w wieku 32 lat, Chitiva ogłosił zakończenie piłkarskiej kariery.
| Sezon   | Klub                        | Kraj     | Rozgrywki        | Mecze | Bramki |
| ------- | --------------------------- | -------- | ---------------- | ----- | ------ |
| 1999    | Millonarios FC              | Kolumbia | Copa Mustang     | 18    | 1      |
| 2000    | Millonarios FC              | Kolumbia | Copa Mustang     | 34    | 6      |
| 2000/01 | CF Pachuca                  | Meksyk   | Primera División | 23    | 3      |
| 2001/02 | CF Pachuca                  | Meksyk   | Primera División | 38    | 4      |
| 2002/03 | CF Pachuca                  | Meksyk   | Primera División | 28    | 3      |
| 2003/04 | CF Pachuca                  | Meksyk   | Primera División | 42    | 7      |
| 2004/05 | CF Pachuca                  | Meksyk   | Primera División | 32    | 8      |
| 2005/06 | CF Pachuca                  | Meksyk   | Primera División | 38    | 5      |
| 2006/07 | CF Pachuca                  | Meksyk   | Primera División | 38    | 4      |
| 2007/08 | CF Pachuca                  | Meksyk   | Primera División | 31    | 3      |
| 2008/09 | Indios de Ciudad Juárez     | Meksyk   | Primera División | 12    | 0      |
| 2008/09 | Club América                | Meksyk   | Primera División | 7     | 0      |
| 2009/10 | Club América                | Meksyk   | Primera División | 5     | 1      |
| 2009/10 | Club Atlas                  | Meksyk   | Primera División | 7     | 2      |
| 2010/11 | Tiburones Rojos de Veracruz | Meksyk   | Liga de Ascenso  | 13    | 0      |
| 2011/12 | CF Pachuca                  | Meksyk   | Primera División | 1     | 0      |

## Kariera reprezentacyjna
W seniorskiej reprezentacji Kolumbii Chitiva zadebiutował za kadencji selekcjonera Reinaldo Ruedy w 2004 roku. Jedynego gola w kadrze narodowej strzelił 25 marca 2007 w wygranym 3:1 towarzyskim meczu ze Szwajcarią. W tym samym roku wziął udział w turnieju Copa América, gdzie Kolumbijczycy nie wyszli z grupy, natomiast Chitiva wystąpił w dwóch spotkaniach, wchodząc na plac gry w ławki rezerwowych.